# 吉爾比鎮區 (北達科他州大福克斯縣)
吉爾比鎮區（英語：Gilby Township）是位於美國北達科他州大福克斯縣的一個鎮區。

## 地方資料
吉爾比鎮區的面積為93.36平方千米，皆為陸地。根據2020年美國人口普查的數據，當地共有人口76人，而人口密度為每平方千米0.81人。